# Shin Megami Tensei
Shin Megami Tensei (真・女神転生, literalment Reencarnació Veritable de la Deessa) és un videojoc de rol d'Atlus que fou originalment lliurat el 30 d'octubre de 1992 i més tard en diverses plataformes, encara que només al Japó. Va ser llançat originalment en la Super Famicom i més tard lliurat en la PC Engine Super CD-Rom i la Sega CD. El joc va tindre després una reedició per a PlayStation i Game Boy Advance per crear expectació per al Shin Megami Tensei III. Shin Megami Tensei és un joc Megaten. Una seqüela directa, Shin Megami Tensei II, fou lliurada en 1994 i una segona seqüela lliurada en el 2003 amb el nom de Shin Megami Tensei III: Nocturne.
Shin Megami Tensei és un videojoc de rol-tàctic per a videoconsola que permet al jugador reclutar dimonis durant les batalles i després utilitzar-los en aquestes, un element bàsic en les sèries Megaten.